# Hermbergsches Haus

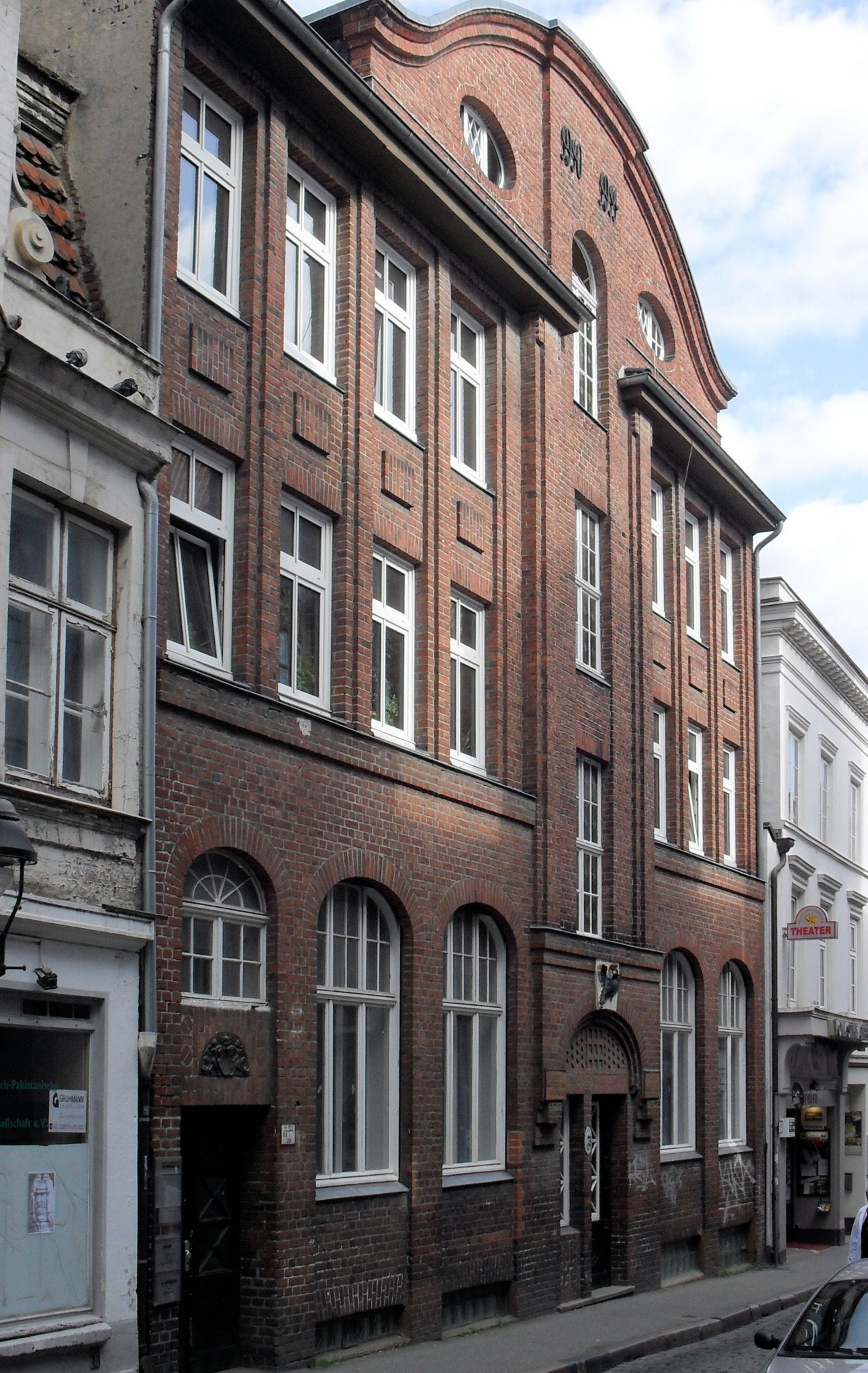
Das Hermberg’sche Haus (2011)

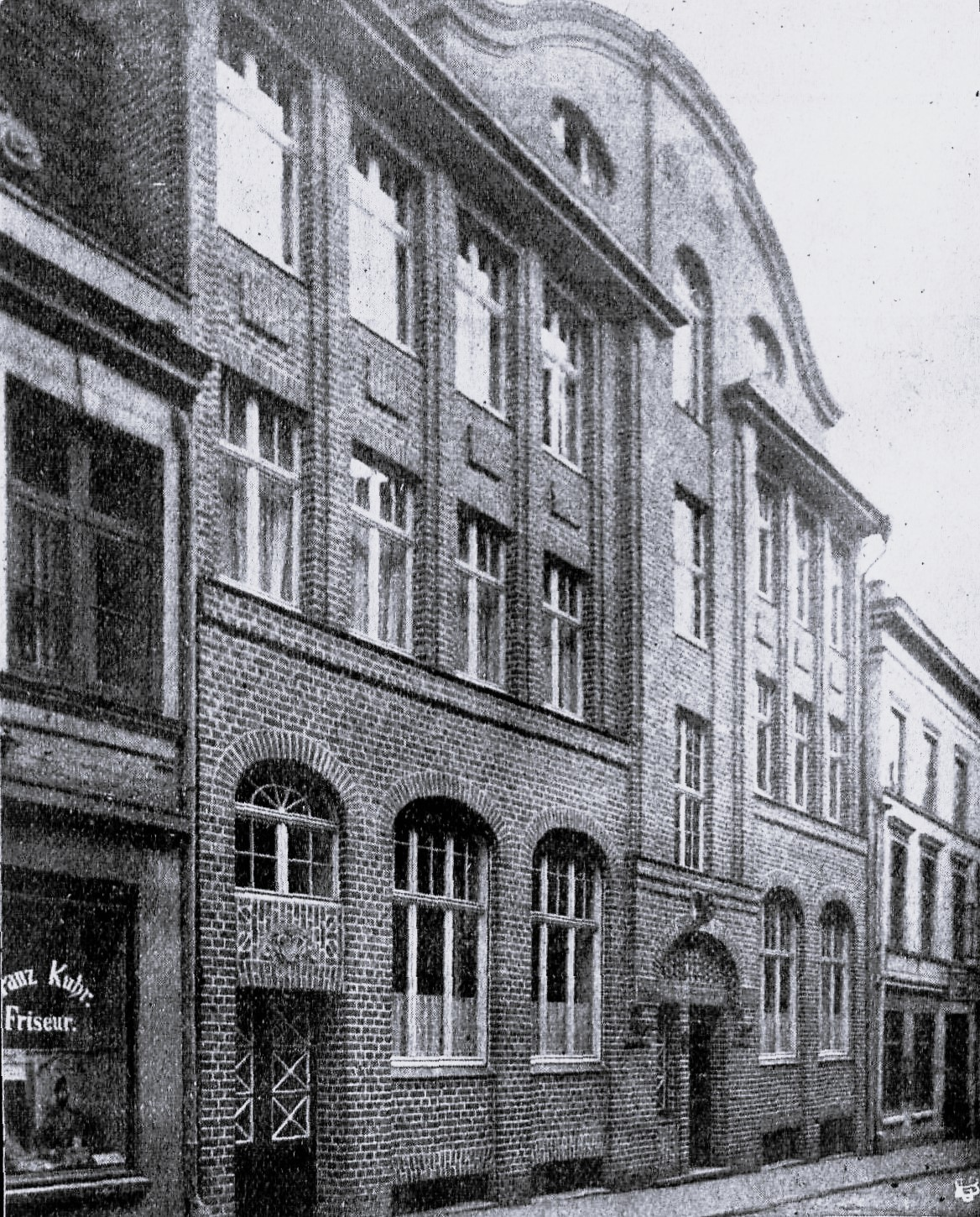
Das Hermberg’sche Haus, Johannisstraße Nr. 23 (1911)

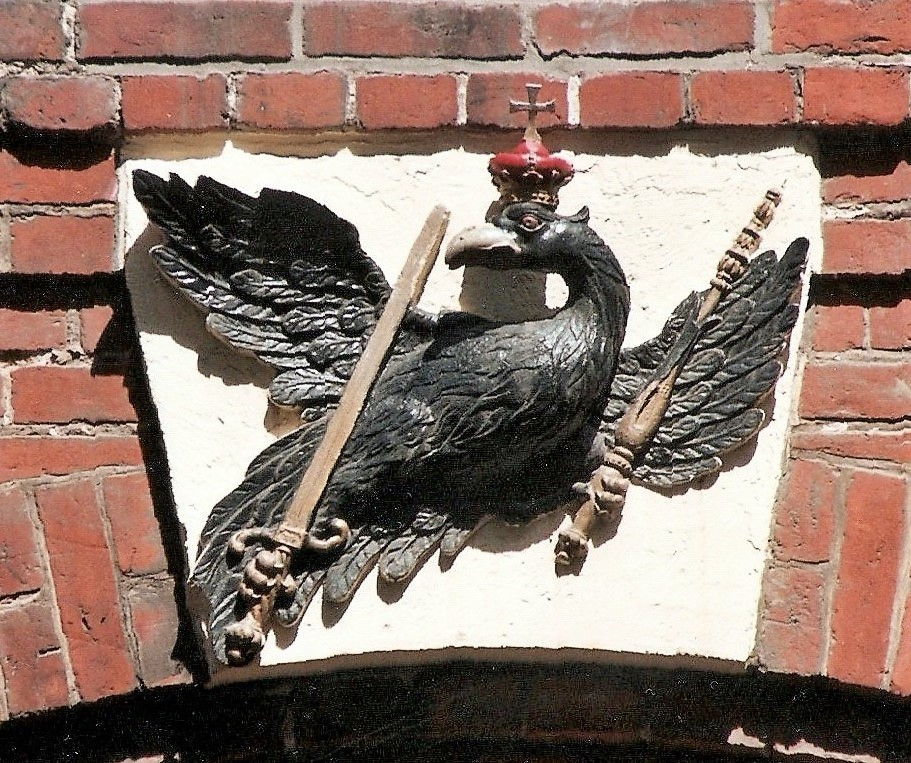
Friederizianischer fliegender schwarzer Adler mit Zepter und Schwert

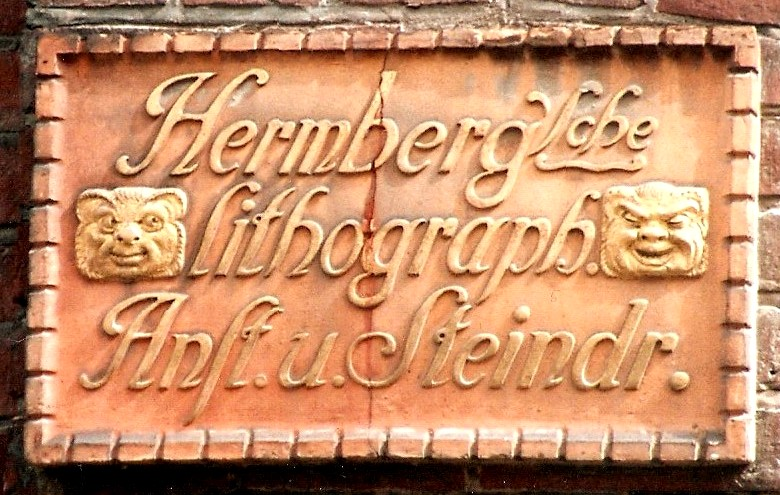
Linksseitiges Schild

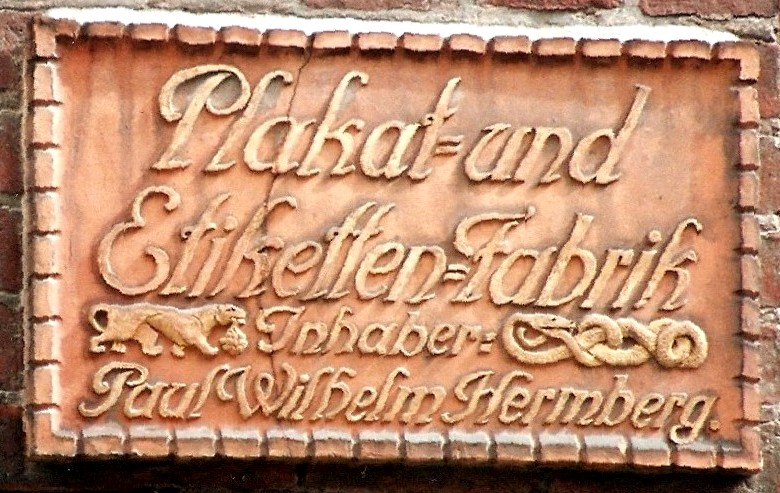
Rechtsseitiges Schild

Das  Hermberg’sche Haus in der Johannisstraße (heute Dr.-Julius-Leber-Straße) Nr. 23 in Lübeck wurde in den Jahren 1910/1911 erbaut und stieß, im Gegensatz zu anderen Neubauten jener Zeit, auf Wohlgefallen. Es ist ein denkmalgeschütztes Bauwerk.

## Vorgeschichte
Auf dem Grundstück wohnte ab 1562 der Lübecker Ratssekretär und Ratsherr Johann Engelstede. An der Stelle des Hermbergschen Hauses stand zuvor ein anderes Haus, dessen Existenz sich bis 1627 zurückverfolgen lässt. Der Kaufmann Mollwo wohnte ab 1795 darin und starb im Jahr darauf. Danach erwarb es der Kaufmann Carl August Jarck, welcher 1803 der erste preußische Konsul in Lübeck wurde. Zur Kennzeichnung des Hauses als Konsulat wurde an ihm das preußische Wappen, der friederizianische fliegende schwarze Adler mit Zepter und Schwert, angebracht, das heute noch über der Haupttür des später erbauten Hermbergschen Hauses erhalten ist. Im älteren Gebäude befand sich ab 1861 die Pension Colsmann. 1871 kaufte es Thomas Bruhn der Vater, von dem es der Sohn übernahm und nun als Büro der Feuerversicherungsgesellschaft nutzte. Anno 1889 ging es in den Besitz des Professors Dr. Struck, bevor es 1910 der Unternehmer Hermann Hermberg erwarb, um es für den Neubau niederzureißen.

## Geschichte
Das heute nur noch dem Zwecke des Wohnens dienende Gebäude war ursprünglich zu einem anderen Zweck bestimmt.
Die Architekten Hahn & Runge (Carl Hahn und Alfred Runge) hatten es als freundliches, zweckentsprechendes Geschäftshaus und Produktionsstätte für die Hermberg’sche Lithographische Anstalt und Steindruckerei und die Plakat- und Etiketten-Fabrik von Friedrich Wilhelm Hermberg, Sohn Paul Wilhelms, konzipiert. Das Haus sollte sich sowohl stattlich als auch harmonisch in das Straßenbild einfügen. Wer heute auf den Hinterhof des Hauses geht, kann die ursprüngliche Konzeption noch immer erahnen.
Als Bauwerk des Historismus wurde das Gebäude dem Zopfstil nachempfunden und in Backstein ausgeführt. Ziegelsteinornamentik auf Verputzgrund gliedert sparsam die Fassade. Die Front des Hauses ist durch Lisenen und erhabene Felder unterhalb der Fenster gegliedert. Als sehr originell galt die Lösung der Treppenhausfrage. Über dem Eingangstor in der Mitte deuten die drei außer der Reihe liegenden Fenster, die die Front wirkungsvoll zerlegen, es an. Dem quer verlaufenden Dach ist ein breiter Erker mit flacher geschwungener Abschlusslinie vorgelagert. An der Dachsohle zieht sich zu beiden Seiten ein stark profiliertes Gesims bis an das freigelassene mittige Treppenhaus.
Die Türen und ein Teil der Fenster zeigen die charakteristischen flachgedrückten Bogen. Linksseitig befindet sich als Nebeneingang eine Rebentür. Wer sie durchschreitet, gelangt in den Hinterhof. Das Holzwerk der Türen war dunkelbraun und grün, die Ruten zwischen der Verglasung weiß.
Einen besonderen Schmuck besitzt das Haus an den beiden Firmenschildern zur rechten und linken des Haupteingangs auf den angedeuteten Konsolen der hier das Treppenhausfenster flankierenden flachen Pfeiler. Sie wurden in Klinker gegossen und gebrannt. Als Anregung hierfür diente eine Platte des Statius von Düren, die im alten Hause gefunden wurde. Diese Platte war außergewöhnlich gut erhalten und stellte einen Reiterkampf dar. Um sie nicht der Verwitterung preiszugeben, sah man von ihrer Anbringung an der Außenseite ab. Als besonders hübsch wurde die künstlerisch gestaltete Hausnummer 23 bezeichnet. Sie prangte auf schwarzer schmiedeeiserner Kartusche in mattem Gold. Über der Nebentür wurde ein ebenfalls beim Abbruch des alten Hauses aufgefundenes, der Hochrenaissance zugehöriges Leerwappen eingemauert.
Die Ausnutzung des Grundstücks und die Beleuchtung der großen Fabriksäle war ebenso praktisch wie deren Anordnung. Im Souterrain befand sich eine Steinschleiferei, im Parterre der Maschinensaal mit den großen Schnellpressen. Darüber lag der Umdrucksaal. Im zweiten Stock lagen das lithografische Atelier und die Buchbinderei. Im dritten Stock waren das photographische Atelier und die Lackiererei untergebracht. Zu jedem der luftigen Arbeitsräume gehörten Toiletten und Garderoben.
Zu den Produkten des Hauses zählten topographische Karten und Etiketten für Flaschen und Konserven, aber auch Ansichten von Lübeck und 1905 der Nachdruck der Lübecker Stadtansicht des Elias Diebel. 1880 hatte das Unternehmen auf der Melbourne International Exhibition in Melbourne eine Medaille für ihr Etiketten-Tableau gewonnen. Ein Teil des Unternehmenarchivs befindet sich heute als Bestand 05.3-050 – Hermbergsche Lithographische Anstalt und Steindruckerei im Archiv der Hansestadt Lübeck.

## Verweise